# Глазевиц
Глазевиц (нем. Glasewitz) — община в Германии, районный центр, расположен в земле Мекленбург-Передняя Померания.
Входит в состав района Гюстров. Подчиняется управлению Гюстров-Ланд. Население составляет 441 человек (2009); в 2003 г. - 459. Занимает площадь 15,55 км².